# Frank Hornby
 Frank Hornby  (15 de mayo de 1863, Ciudad de México;† 21 de septiembre de 1936, Liverpool ) fue un inventor, político y hombre de negocios británico, creador de la idea del juguete llamado Meccano.
Debido a su experiencia en el desarrollo y construcción de juguetes, ideó y produjo tres de las líneas de juguetes más populares del siglo XX: Meccano en 1901, los trenes Hornby en 1920 y las miniaturas Dinky Toys a principios de 1934.

## Meccano

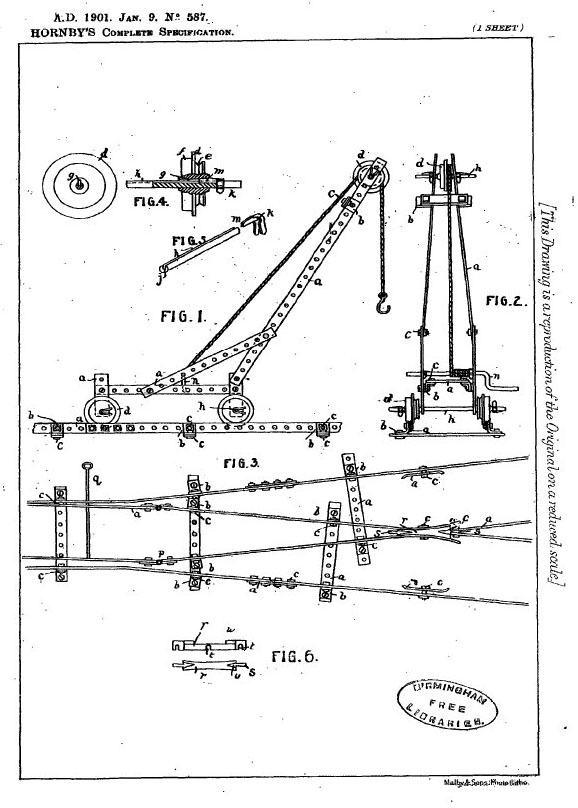
Patente obtenida por Frank Hornby en 1901 para lo que después sería conocido como Meccano

Meccano Ltd. fue fundada en 1908 y es la compañía que produce y distribuye el juego Meccano. Este juguete consta de varias piezas de metal y eléctricas para la construcción de modelos con dispositivos mecánicos.